# Francisco Flores (calciatore 1990)
Francisco Javier Flores Sequera (Barquisimeto, 30 aprile 1990) è un calciatore venezuelano, centrocampista del Dep. La Guaira.

## Palmarès

### Competizioni nazionali
- Copa Venezuela: 2

Deportivo Anzoátegui: 2012
Mineros: 2017
- Campionato venezuelano: 2

Deportivo Táchira: 2014-2015, 2021